# Scrobipalpa
Scrobipalpa là một chi bướm đêm thuộc họ Gelechiidae. Chi này bao gồm các loài sau:
Phụ chi Scrobipalpa
- Scrobipalpa aptatella

Subgenus Euscrobipalpa
- Scrobipalpa acuminatella
- Scrobipalpa algeriensis
- Scrobipalpa amseli
- Scrobipalpa arenbergeri
- Scrobipalpa artemisiella
- Scrobipalpa atriplicella
- Scrobipalpa bazae
- Scrobipalpa bigoti
- Scrobipalpa brahmiella
- Scrobipalpa bryophiloides
- Scrobipalpa chrysanthemella
- Scrobipalpa clintoni
- Scrobipalpa costella
- Scrobipalpa dagmaris
- Scrobipalpa deleta
- Scrobipalpa dellucae
- Scrobipalpa disjectella
- Scrobipalpa erichi
- Scrobipalpa feralella
- Scrobipalpa fraterna
- Scrobipalpa gallicella
- Scrobipalpa gallincolella
- Scrobipalpa gregori
- Scrobipalpa grisea
- Scrobipalpa hannemanni
- Scrobipalpa halonella
- Scrobipalpa hungariae
- Scrobipalpa hyoscyamella
- Scrobipalpa indignella
- Scrobipalpa instabilella
- Scrobipalpa kasyi
- Scrobipalpa klimeschi
- Scrobipalpa meyricki
- Scrobipalpa milleri
- Scrobipalpa monochromella
- Scrobipalpa murinella
- Scrobipalpa nitentella
- Scrobipalpa niveifacies
- Scrobipalpa obsoletella
- Scrobipalpa ocellatella
- Scrobipalpa pauperella
- Scrobipalpa perinii
- Scrobipalpa phagnalella
- Scrobipalpa proclivella
- Scrobipalpa rebeli
- Scrobipalpa rebeliella
- Scrobipalpa reiprichi
- Scrobipalpa remota
- Scrobipalpa salinella
- Scrobipalpa samadensis
- Scrobipalpa smithi
- Scrobipalpa soffneri
- Scrobipalpa stangei
- Scrobipalpa suaedella
- Scrobipalpa suaedicola
- Scrobipalpa suasella
- Scrobipalpa superstes
- Scrobipalpa traganella
- Scrobipalpa trebujenae
- Scrobipalpa ustulatella
- Scrobipalpa vasconiella
- Scrobipalpa voltinella
- Scrobipalpa wiltshirei

Phụ chi Ergasiola
- Scrobipalpa ergasima

## Hình ảnh

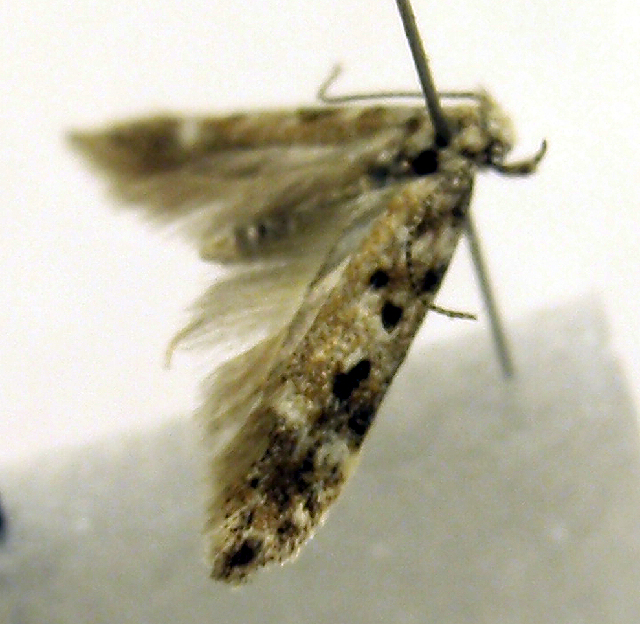
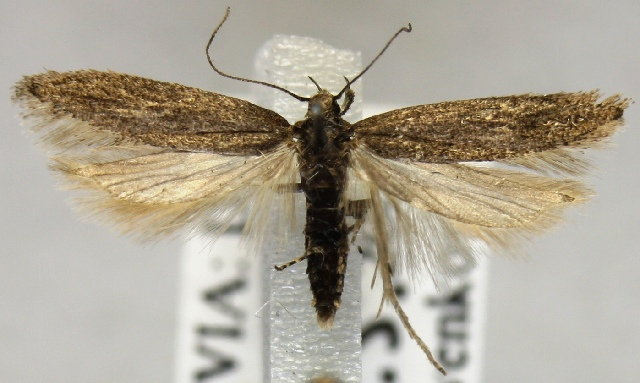
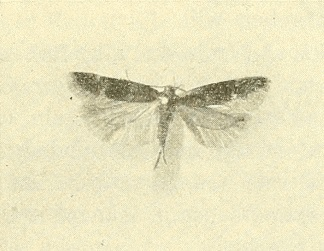
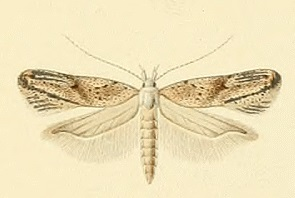